# Shattuckite
La shattuckite è un minerale scoperto nel 1915. Il minerale prende il nome dalla miniera Shattuck sita in Arizona (USA).

## Abito cristallino
Fibroso, granulare.

## Origine e giacitura
Zone di ossidazione dei giacimenti di rame.

## Forma in cui si presenta in natura
In cristalli aciculari.

## Proprietà chimico-fisiche
- Peso molecolare: 656,08 grammomolecole[1]
- Fluorescenza: assente[1]
- Magnetismo: assente[1]
- Pleocroismo: x: blu scuro; y: blu; z: blu chiaro[1]
- Densità di elettroni: 3,98 g/cm³[1]
- Indici quantici[1]:
  - Fermioni: 0,0081608859
  - Bosoni: 0,9918391141
- Indici di fotoelettricità[1]:
  - PE: 29,92 barn/elettrone
  - ρ: 87,13 barn/cm³
- Indici di radioattività: GRapi: 0 (Il minerale non è radioattivo)[1]

## Località di ritrovamento
Oltre che alla località da cui il minerale ha preso il nome, il minerale è stato trovato in varie altre località, tra cui: a Midouli in Congo, nello Zaire e nel Sinai.